# Nelima atrorubra
Nelima atrorubra is een hooiwagen uit de familie Sclerosomatidae.